# بلمرة نمو تدريجي

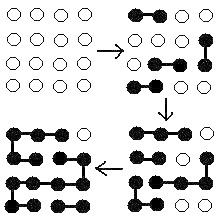
تمثيل عام لعملية بلمرة النمو التدريجي. (تمثل النقاط البيضاء المنفردة المونومرات في حين تمثل الحلقات السوداء قليلات القسيمات والبوليمرات)

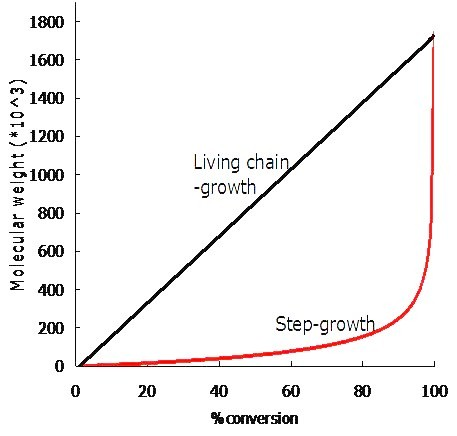
مقارنة بين الوزن الجزيئي ونسبة التحويل بين بلمرة النمو التدريجي وبلمرة النمو التسلسلي الحية.

تشير بلمرة النمو الخطوي أو التدريجي أو البلمرة التكاثفية تشير إلى نوع من آليات البلمرة حيث تتفاعل مونومرات ثنائية الوظيفة ومتعددة الوظيفة لتكون أولاً ثنائيات الوحدات، ثم ثلاثيات الوحدات، ثم قليلات القسيمات الأطول، ثم في النهاية بوليمرات ذات سلسلة طويلة. تُنتج العديد من البوليمرات الطبيعية وبعض من البوليمرات الصناعية أو التخليقية عن طريق بلمرة النمو التدريجي، ومثال على ذلك البوليستر، ومتعددات الأميد، ومتعددات اليوريثان وغيرها. وبسبب طبيعة آلية التبلمر، نحتاج تفاعل ذا تقدم عالي للحصول على وزن جزيئي أكبر. أسهل طريقة لتخيل آلية عمل بلمرة النمو التدريجي هي تخيل مجموعة من الناس يمدون أيديهم للإمساك بيد الآخرين لتكوين سلسلة من البشر، تمثل اليدان التي يملكهما كل شخص مواقع التفاعل. ولكن يُمكن للمونومرات أن يكون لديها أكثر من موقعي تفاعل. وفي هذه الحالة تنتج بوليمرات متفرعة. 